# Jorge Rivero

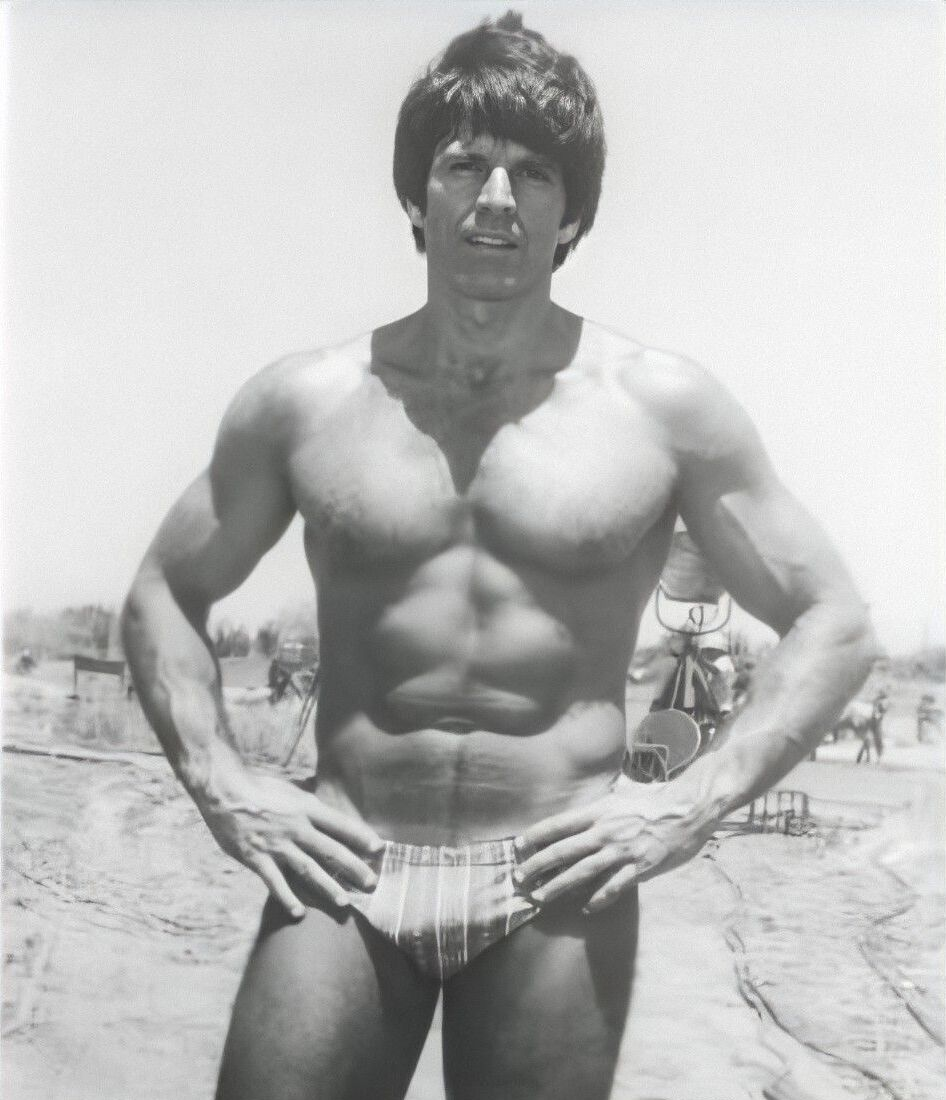
Rivero im Jahr 1975

Jorge Rivero (* 15. Juni 1938 als Jorge Pous Rosas in Guadalajara, Mexiko) ist ein mexikanischer Schauspieler.

## Leben
In seiner Jugend betrieb Rivero viel Sport, darunter Bodybuilding. Nach der Schule studierte er Chemieingenieurwesen, wandte sich dann aber der Schauspielerei zu. Er wurde in Mexiko und Lateinamerika zu einem prominenten Schauspieler und galt dort in den 1970er und 1980er Jahren dank seines athletischen Körpers als eines der größten männlichen Sexsymbole. In Hollywood konnte er sich trotz einiger größerer Rollen in Filmen wie dem Spätwestern Rio Lobo als Star nicht durchsetzen.
Rivero war ab Mitte der 1960er Jahre vor allem in mexikanischen Filmproduktionen zu sehen. Ab den 1970er Jahren kamen bis in die späten 1990er Jahre hinein Fernsehproduktionen, darunter einige Telenovelas, hinzu. Neben seiner Tätigkeit in Hollywood war er auch in diversen italienischen und spanischen Produktionen zu sehen. Zu seinen Filmpartnern zählen Stars wie John Wayne, Candice Bergen, Charlton Heston und Ava Gardner. Sein Schaffen umfasst mehr als 120 Produktionen. Zuletzt spielte er 2014 in einem Kinofilm.
Rivero betätigte sich auch als Produzent und trat auch in der Werbung in Erscheinung.
Aus seiner Ehe mit der Deutschen Irene Hammer hat er zwei Söhne. Nach der Scheidung hatte er weitere Beziehungen, darunter mit der kolumbianischen Schauspielerin Amparo Grisales.

## Filmografie (Auswahl)
- 1969: El pecado de Adán y Eva
- 1970: Das Wiegenlied vom Totschlag (Soldier Blue)
- 1970: Rio Lobo
- 1971: Jesús, el niño Dios
- 1974: The Bullfighters – Das Todeslied der stählernen Ketten (Peor que los buitres)
- 1976: Der Letzte der harten Männer (The Last Hard Men)
- 1976: Columbo: Blutroter Staub (A Matter of Honor, Fernsehserie)
- 1977: Strand der Illusionen (La playa vacía)
- 1978: Manaos – Die Sklaventreiber vom Amazonas (Manaos)
- 1981: Vier Pastorentöchter (Las mujeres de Jeremias)
- 1981: Der Tag der Mörder (Day of the Assassin)
- 1982: Target – Gewalt gegen Gewalt (Jugando con la muerte)
- 1983: Conquest
- 1986: La vida de nuestro señor Jesucristo
- 1986: Agentin mit Herz (Scarecrow and Mrs. King, Fernsehserie, 1 Folge)
- 1989: Fist Fighter
- 1991: Tropical Heat (Sweating Bullets, Fernsehserie, 1 Folge)
- 1993: Fist Fighter 2
- 1993: The Diamond Killing
- 2014: El Crimen del Cácaro Gumaro